# Clion, Indre
Clion là một xã ở tỉnh Indre khu vực trung bộ Pháp. Xã này có diện tích 33,53 km², dân số thời điểm năm 2005 là 1156 người. Khu vực này có độ cao trung bình 108 mét trên mực nước biển.